# Vrije Groepen Amsterdam
De Vrije Groepen Amsterdam waren een federatie van verzetsgroepen in Amsterdam tijdens de laatste jaren van de Tweede Wereldoorlog. De VGA ontstond eind 1943 om de onderlinge contacten tussen Amsterdamse verzetsorganisaties te coördineren.  De groepen, waarvan zo'n 20 procent van de ongeveer 350 leden een Joodse of deels Joodse achtergrond had, legden zich voornamelijk toe op het onderbrengen en verzorgen van Joodse onderduikers. Ze waren onder meer actief in het verstrekken van valse persoonsbewijzen, voedselbonnen, levensmiddelen en financiële steun aan onderduikers en verzetsleden.
Onder de 38 groepen die zich in de VGA hadden verenigd was de PP-groep van Bob van Amerongen en Jan Hemelrijk, die grotendeels uit Joodse en half-Joodse leden bestond. Ook de groep-Gerretsen en groep-Brandsma waren lid van de VGA.
De aanduiding "vrije groepen"  gaf aan dat de verzetsgroepen zich niet wilden aansluiten bij de Landelijke Organisatie voor Hulp aan Onderduikers (LO) maar onafhankelijk bleven. Vaak hing dit samen met het feit de LO alle financiële steun aan gezinnen met onderduikers aan het Nationaal Steun Fonds meldde, iets dat als riskant gezien werd. Ook kon het samenhangen met het onafhankelijke karakter van de verschillende groepen, die bijvoorbeeld specifiek Joods of socialistisch waren.

## Geschiedenis

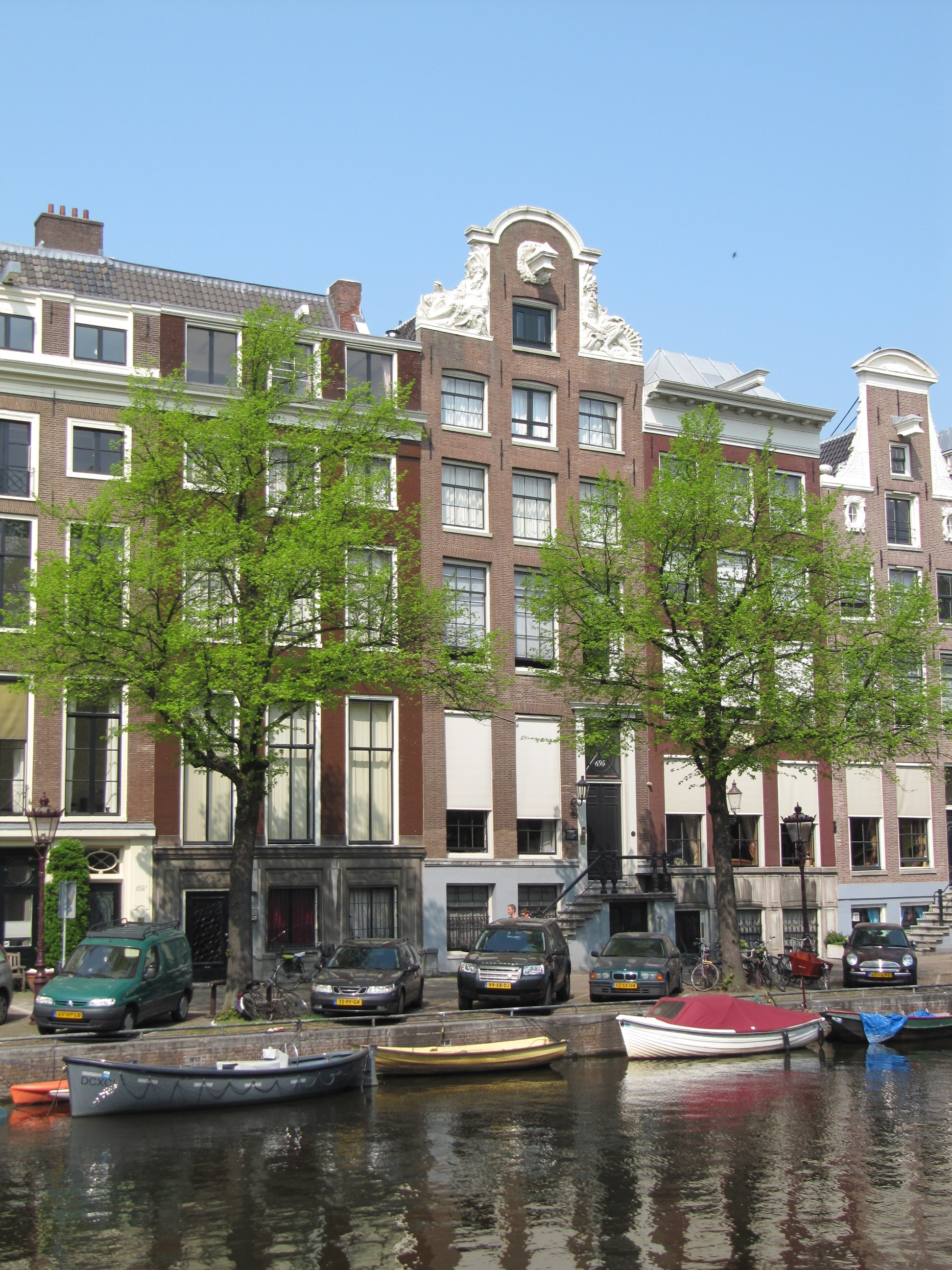
Keizersgracht 695 (midden foto)

Eind 1943 kwam een vast contact tot stand tussen verschillende groepen die voor onderduikers zorgden. Een reeks leiders van  Amsterdamse verzetsgroepen kwam samen aan Keizersgracht 695 om de VGA op te richten. In Den Haag werd een vergelijkbare federatie opgericht, de Vrije Groepen Den Haag.
"Het was voor ons de meest gevaarlijke vergadering van de oorlog," zei Jan Hemelrijk over de bijeenkomst aan de Keizersgracht. "Er waren zeker dertig mensen, allemaal vertegenwoordigers van groepen. Ik ben er met angst en beven heen gegaan. Gelukkig was er geen verrader, anders hadden de Duitsers de hele vrije illegaliteit in Amsterdam in een keer kunnen oprollen."
De Vrije Groepen Amsterdam had een aparte staf die verraders trachtte te identificeren en gearresteerde leden probeerden te helpen, in sommige gevallen zelfs te bevrijden. Het inlichtingenwerk behelste onder meer het leggen van contacten met een breed netwerk van cipiers, advocaten, artsen, geestelijken en zelfs leden van de Duitse inlichtingendienst, de Sicherheitsdienst (SD).

## Herdenking
In april 2013 verscheen een boek over de PP-groep, Fatsoenlijk land: Porgel en Porulan in het verzet van Loes Gompes, begeleid door een gelijknamige documentairefilm van Gompes en Sander Snoep. Deze documentaire werd op 26 januari 2014 vertoond in het Joods Historisch Museum en op 29 april 2014 en de dagen er na uitgezonden op Nederland 2 door NTR.
Op 5 mei 2014 werd de film vertoond in bioscoop Tuschinski, gevolgd door interviews van kinderen van PP-groepsleden. Na afloop van de vertoning in Tuschinski werd een plaquette onthuld aan de gevel van het pand Keizersgracht 695, waar de VGA werd opgericht.
Het archief van de VGA wordt beheerd door het NIOD Instituut voor Oorlogs-, Holocaust- en Genocidestudies.